# Liste der Baudenkmäler in Fürth-Steinach
In der Liste der Baudenkmäler in Steinach sind die Baudenkmäler im Fürther Ortsteil Steinach aufgelistet. Zu diesen Baudenkmälern gibt es auch eine Bildersammlung.
Diese Liste ist eine Teilliste der Liste der Baudenkmäler in Fürth. Grundlage der Liste ist die Bayerische Denkmalliste, die auf Basis des bayerischen Denkmalschutzgesetzes vom 1. Oktober 1973 erstmals erstellt wurde und seither durch das Bayerische Landesamt für Denkmalpflege geführt und aktualisiert wird. Die folgenden Angaben ersetzen nicht die rechtsverbindliche Auskunft der Denkmalschutzbehörde.

## Baudenkmäler nach Straßen
| Lage                       | Objekt                                     | Beschreibung | Akten-Nr.                | Bild           |
| -------------------------- | ------------------------------------------ | --- | ------------------------ | -------------- |
| Steinach 2 (Standort)      | Ehemaliges Bauernhaus                      | Erdgeschossiger, giebelständiger und verputzter Satteldachbau mit klassizistischen Eckvoluten und Urnenaufsätzen am Straßengiebel, bez. 1850. | D-5-63-000-1549 Wikidata | BW             |
| Steinach 6 (Standort)      | Ehem. Nebengebäude des Schlosses im Vorhof | jetzt Wohnhaus, langgestreckter, zweigeschossiger und traufseitiger Sandsteinquaderbau mit Satteldach und Fachwerkgaube, 17./18. Jahrhundert. | D-5-63-000-1550 Wikidata | BW             |
| Steinach 7 / 7a (Standort) | Ehem. Schloss Steinach                     | Zweigeschossiger, teils verputzter Rechteckbau mit Satteldach, Treppenturm, Zwerchhäusern, Sandsteinerdgeschoss und Eckrustika, 1659–1661; Scheune, erdgeschossiger Fachwerkbau mit Satteldach, 18. Jahrhundert; Einfriedung, teilweise verputzte Sandsteinquadermauer mit gegiebelten Decksteinen, Eckgartenhaus, Gartenportal und dreiteiligem, rundbogigem Einfahrtstor mit bekrönendem Dekor und Voluten, zweite Hälfte 17. Jahrhundert. | D-5-63-000-1551 Wikidata | weitere Bilder |
| Steinach 10 (Standort)     | Ehem. Vogtshaus des Schlosses              | Zweigeschossiger, traufseitiger und verputzter Satteldachbau, rechtwinklig an das Nebengebäude anschließend, 17./18. Jahrhundert. | D-5-63-000-1552 Wikidata | BW             |